# Jesús Paesch
Jesús Paesch (Oranjestad, Aruba; 10 de septiembre de 1986) es un futbolista arubeño. Juega en los Roberts Wesleyan College y forma parte de la selección arubeña.

## Carrera
En 1995 debutó al fútbol jugando en el club Riverplate Aruba. En 2004 fue transferido al Racing Club SV Aruba. En el 2007 participó en la Liga de Campeones de la Concacaf, una de las competiciones más importantes del Caribe. Durante 2007-2008, el Racing se convirtió en el campeón de Aruba. También ha formado parte del equipo nacional de Aruba desde que tenía 15 años de edad. En el verano de 2007 jugó en la Sub-23 del equipo nacional de Aruba, que estaba en relación con los juegos de clasificación para los Juegos Olímpicos de Pekín 2008. En ese tiempo, Aruba jugó contra Antigua y Barbuda, Jamaica y Barbados. También fue llamado para representar a Aruba en la competencia y diferentes torneos como la Copa Digicel y la clasificación para el mundial Sudáfrica 2010. Con la selección nacional para jugó solo dos partidos. Actualmente se encuentra jugando al fútbol en los Estados Unidos en Roberts Wesleyan College y su número de la camiseta es el 20.